# (7481) San Marcello
(7481) San Marcello ist ein Asteroid des äußeren Hauptgürtels, der am 11. August 1994 von den italienischen Astronomen Andrea Boattini und Maura Tombelli am Osservatorio Astronomico della Montagna Pistoieses (IAU-Code 104) auf der Hochebene Pian dei Termini nordöstlich von San Marcello Pistoiese in der italienischen Region Toskana entdeckt wurde.
Der Asteroid wurde nach der italienischen Gemeinde San Marcello Pistoiese benannt, wo sich auch die Sternwarte befindet, an der der Himmelskörper entdeckt wurde.